# الإمبراطور غو-موموزونو
الإمبراطور غو-موموزونو (باليابانية: 後桃園天皇 غو-موموزونو تينو) (5 أغسطس 1758 - 16 ديسمبر 1779) كان الإمبراطور الثامن عشر بعد المائة في اليابان وفقا للترتيب الأباطرة. امتدت فترة حكم الإمبراطور غو-موموزونو في الفترة بين عامي 1771 و 1779.